# Ángel Guerra (novela)
Ángel Guerra es una novela del escritor español Benito Pérez Galdós publicada en 1891 y abriendo el ciclo "espiritualista" de las "Novelas españolas contemporáneas". Desarrollada en su mayor parte en la ciudad de Toledo, el escritor presenta como protagonista al que da nombre al libro, uno de sus personajes-héroes movidos por un puro y elemental ideal cristiano, como el Nazario de Nazarín, o la Benina de Misericordia.

## Esquema argumental
Novela construida en tres partes, publicadas entre febrero de 1890 y el verano de 1891. En la primera parte, su protagonista, "Ángel Guerra" —síntesis nominal de lo angélico y lo belicoso—, hijo rebelde de la burguesía madrileña, se compromete en la revolución social (una versión literaria del pronunciamiento del general Villacampa en 1886); un crimen de guerra le llevará a huir aún más de su entorno social. Herido, viudo, con una hija enferma y enfrentado al despotismo materno, cuenta con la fiel compañía de Dulcenombre, una mujer de clase humilde. El siguiente paso argumental llegará con la muerte de su hija y el enamoramiento de la mujer que la cuidaba, Leré. La decisión de Leré de trasladarse a Toledo para iniciar su vida religiosa llevará al protagonista a un encadenamiento de crisis espirituales y físicas, meollo de la tercera parte de la novela, que concluirá Galdós mediado el año 1891.

## Escenario y tesis
Galdós desarrolló en esta novela un escenario que el autor siempre entendió como lugar mágico, la ciudad de Toledo, desde que dio sus primeros pasos por ella, aún joven y de la mano de Federico Balart, poeta y viejo amigo. Recordaría al final de su vida, en sus Memorias de un desmemoriado, que inició Ángel Guerra recién llegado de un viaje por Italia, y en especial sus paseos por la calle de Toledo en Nápoles. Quizá tirando de ese hilo y evocando aquella otra ciudad que dibujó siendo aún niño, el escritor canario elabora en la novela un Toledo monumental, bastión de la España vieja, ciudad de alto índice demográfico eclesiástico. Esta nueva Orbajosa, escenario de personajes entrañables —entre ellos varios clérigos—, servirá de marco al amor imposible de Ángel Guerra y Leré.
Casalduero, en su estudio de esta novela interpreta que Ángel Guerra representa el proceso de evolución espiritual de un individuo, de lo político o particular hacia lo absoluto universal. La tesis de Casalduero recuperó la intuición de Valle Inclán, quizá el miembro del 98 en quien más tiempo perduró la admiración por Galdós. El «alter ego» del Marqués de Bradomín, padre del esperpento español y autor de La lámpara maravillosa (su particular guía mística, publicada en 1916), en una reseña crítica sobre Ángel Guerra, del diario El Globo del 13 de agosto de 1891, escribió:

Angel Guerra no es solamente un revolucionario arrepentido, es la encarnación del más puro amor humano, el fanático de las virtudes sociales, el Amadís de Gaula de la caridad, en una palabra: la santidad librepensadora y fracmasónica. [...] Sus manos y su corazón están siempre abiertos; su vida es una constante práctica del bien.
 Ramón María del Valle Inclán

## Ecos biográficos
De la recopilación que Ortiz-Armengol hizo sobre las varias teorías de aproximación biográfica entre Ángel Guerra y la vida de su autor, pueden citarse algunas coincidencias interesantes. El paralelismo entre la madre autoritaria del protagonista y Mamá Dolores, madre del autor canario, fallecida poco antes de iniciar la novela; la posible identificación —sugerida por Gregorio Marañón— de José Hurtado de Mendoza, hijo de su hermana Carmen y sobrino favorito de Galdós; y como resonancia emotiva, el nacimiento de María, la única hija conocida y reconocida de Galdós, ocurrido en Santander, en enero de 1891, y la asociación del nombre de la madre, Lorenza Cobián, con el de la guía mística y vital de Ángel Guerra en la novela, el aya Leré (Lorenza).

## Homenaje póstumo
En 1923, tres años después de la muerte de Galdós, algunos amigos y escritores se citaron en Toledo para un simbólico homenaje, durante el cual se colocaría una lápida en la fachada de la casa en la que Galdós escribió supuestamente gran parte de la novela. Entre los reunidos estaban Eduardo Marquina, los hermanos Andrés y Pedro González Blanco, Alfonso Hernández Catá, José García Mercadal, el doctor Gregorio Marañón (que pagó la lápida), y Ramón Pérez de Ayala que redactó el texto que en ella puede leerse: "En el año de 1891 de la Era de Cristo, viviendo la vida toledana para la inmortalidad, aquí demoraba Benito Pérez Galdós, y escribió aquí, con palabras siempre jóvenes, Ángel Guerra, poema español de nuestros días: religioso, trágico, burlesco. Pasajero: no pases delante de mi con indiferencia. «Numen in est»".